# Le Neubourg
Le Neubourg és un municipi francès situat al departament de l'Eure i a la regió de Normandia. L'any 2007 tenia 4.046 habitants.

## Demografia

### Població
El 2007 la població de fet de Le Neubourg era de 4.046 persones. Hi havia 1.790 famílies de les quals 724 eren unipersonals (312 homes vivint sols i 412 dones vivint soles), 535 parelles sense fills, 419 parelles amb fills i 112 famílies monoparentals amb fills.
La població ha evolucionat segons el següent gràfic:
Habitants censats

### Habitatges
El 2007 hi havia 1.997 habitatges, 1.832 eren l'habitatge principal de la família, 35 eren segones residències i 130 estaven desocupats. 1.333 eren cases i 616 eren apartaments. Dels 1.832 habitatges principals, 748 estaven ocupats pels seus propietaris, 1.039 estaven llogats i ocupats pels llogaters i 44 estaven cedits a títol gratuït; 99 tenien una cambra, 244 en tenien dues, 448 en tenien tres, 466 en tenien quatre i 574 en tenien cinc o més. 1.202 habitatges disposaven pel capbaix d'una plaça de pàrquing. A 947 habitatges hi havia un automòbil i a 533 n'hi havia dos o més.

### Piràmide de població
La piràmide de població per edats i sexe el 2009 era:
| Homes | Edats   | Dones |
| ----- | ------- | ----- |
| 0     | 95 o +  | 16    |
| 16    | 90 a 94 | 64    |
| 16    | 85 a 89 | 76    |
| 48    | 80 a 84 | 44    |
| 56    | 75 a 79 | 124   |
| 60    | 70 a 74 | 104   |
| 96    | 65 a 69 | 128   |
| 84    | 60 a 64 | 100   |
| 80    | 55 a 59 | 96    |
| 112   | 50 a 54 | 92    |
| 104   | 45 a 49 | 96    |
| 108   | 40 a 44 | 92    |
| 124   | 35 a 39 | 156   |
| 160   | 30 a 34 | 120   |
| 188   | 25 a 29 | 200   |
| 108   | 20 a 24 | 104   |
| 96    | 15 a 19 | 100   |
| 116   | 10 a 14 | 112   |
| 136   | 5 a 9   | 120   |
| 92    | 0 a 4   | 96    |

## Economia
El 2007 la població en edat de treballar era de 2.484 persones, 1.813 eren actives i 671 eren inactives. De les 1.813 persones actives 1.603 estaven ocupades (851 homes i 752 dones) i 210 estaven aturades (95 homes i 115 dones). De les 671 persones inactives 270 estaven jubilades, 225 estaven estudiant i 176 estaven classificades com a «altres inactius».

### Ingressos
El 2009 a Le Neubourg hi havia 1.889 unitats fiscals que integraven 4.033,5 persones, la mediana anual d'ingressos fiscals per persona era de 17.330 €.

### Activitats econòmiques
Dels 358 establiments que hi havia el 2007, 16 eren d'empreses alimentàries, 5 d'empreses de fabricació de material elèctric, 17 d'empreses de fabricació d'altres productes industrials, 22 d'empreses de construcció, 119 d'empreses de comerç i reparació d'automòbils, 9 d'empreses de transport, 20 d'empreses d'hostatgeria i restauració, 2 d'empreses d'informació i comunicació, 20 d'empreses financeres, 19 d'empreses immobiliàries, 35 d'empreses de serveis, 49 d'entitats de l'administració pública i 25 d'empreses classificades com a «altres activitats de serveis».
Dels 79 establiments de servei als particulars que hi havia el 2009, 1 era una oficina d'administració d'Hisenda pública, 1 gendarmeria, 1 oficina de correu, 7 oficines bancàries, 4 funeràries, 3 tallers de reparació d'automòbils i de material agrícola, 1 taller d'inspecció tècnica de vehicles, 2 autoescoles, 3 paletes, 3 guixaires pintors, 7 fusteries, 5 lampisteries, 2 electricistes, 8 perruqueries, 3 veterinaris, 5 agències de treball temporal, 11 restaurants, 6 agències immobiliàries, 1 tintoreria i 5 salons de bellesa.
Dels 61 establiments comercials que hi havia el 2009, 1 era, 2 supermercats, 1 un supermercat, 2 botigues de més de 120 m², 8 fleques, 5 carnisseries, 1 una botiga de congelats, 3 llibreries, 13 botigues de roba, 4 botigues d'equipament de la llar, 4 sabateries, 1 una sabateria, 2 botigues de mobles, 2 botigues de material esportiu, 2 drogueries, 3 perfumeries, 2 joieries i 5 floristeries.
L'any 2000 a Le Neubourg hi havia 16 explotacions agrícoles que ocupaven un total de 810 hectàrees.

## Equipaments sanitaris i escolars
El 2009 hi havia 1 hospital de tractaments de curta durada, 1 hospital de tractaments de mitja durada (seguiment i rehabilitació, 1 un hospital de tractaments de llarga durada, 2 farmàcies i 1 ambulància.
El 2009 hi havia 1 escola maternal i 2 escoles elementals. Le Neubourg disposava d'un col·legi d'educació secundària amb 746 alumnes.

## Poblacions més properes
El següent diagrama mostra les poblacions més properes.